# Charles Maurin
Charles Maurin (Le Puy-en-Velay, 1º aprile 1856 – Grasse, 22 luglio 1914) è stato un pittore e incisore francese.

## Biografia
Maurin fu allievo di Jules Joseph Lefebvre e amico e maestro di Félix Vallotton. Nel 1875 vinse il premio Crozatier dedicato a Charles Crozatier. Questa vincita gli permise di recarsi a Parigi per studiare, dapprima all'École des beaux-arts e successivamente all'Académie Julian, dove in seguito tornò come insegnante. Fra i suoi allievi figura anche Henri de Toulouse-Lautrec.

Espose al Salon degli artisti francesi dal 1882 al 1890 e divenne membro della "Società degli artisti francesi" nel 1883.
Maurin si espresse in una gran varietà di stili e all'interno di diversi movimenti pittorici. La sua opera migliore, però, e cioè "La maternità", è realizzata secondo i principi e il gusto dello stile simbolista.

Realizzò l'incisione in legno di "Ravachol", posta fra i due montanti della ghigliottina.
Maurin si dichiarò sempre anarchico. Collaborò con il giornale "Les Temps nouveaux" di Jean Grave e con la rivista "La revue blanche".
Morì a Grasse nel 1914, all'età di 58 anni.

## Galleria d'immagini

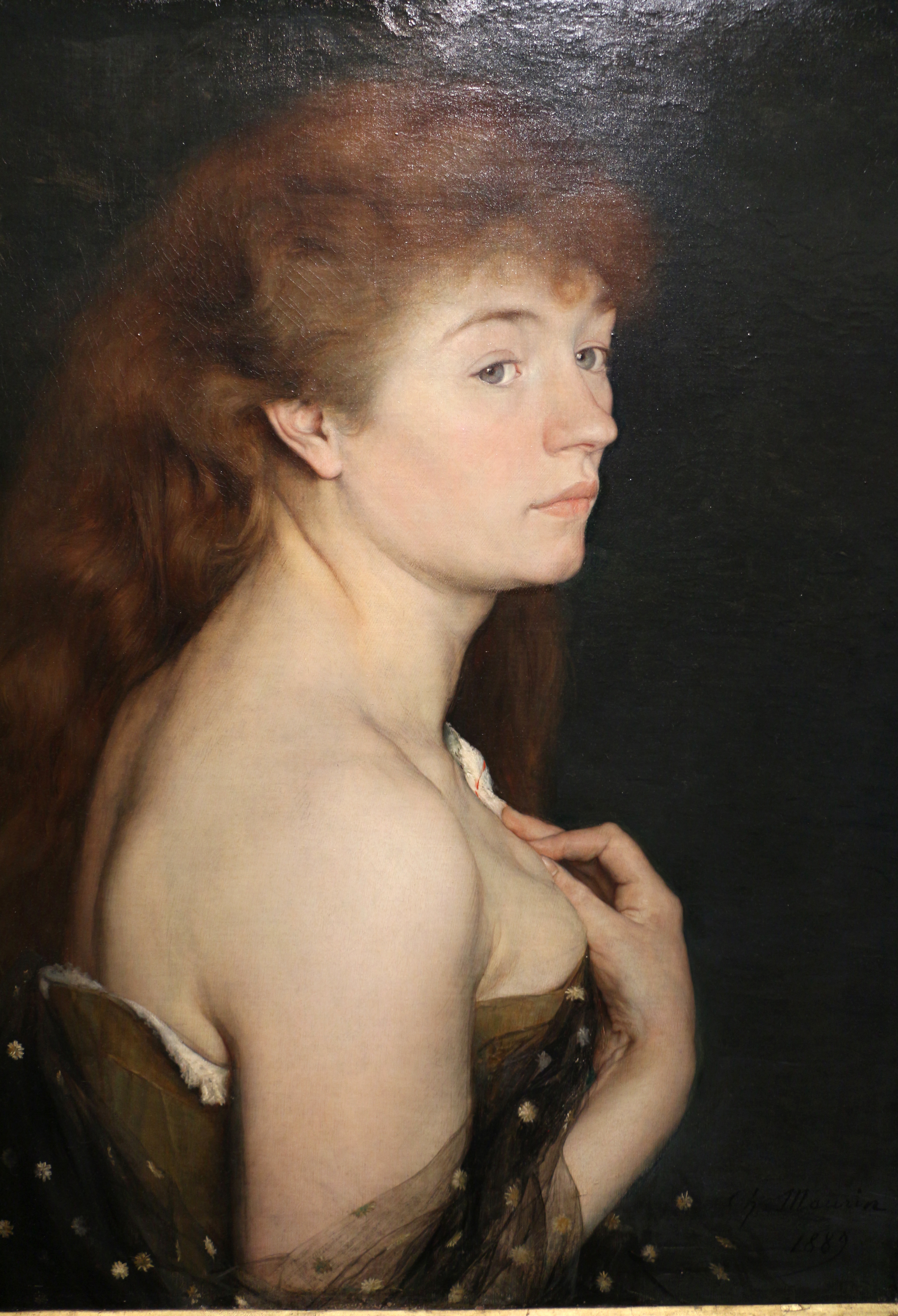
Ragazza russa
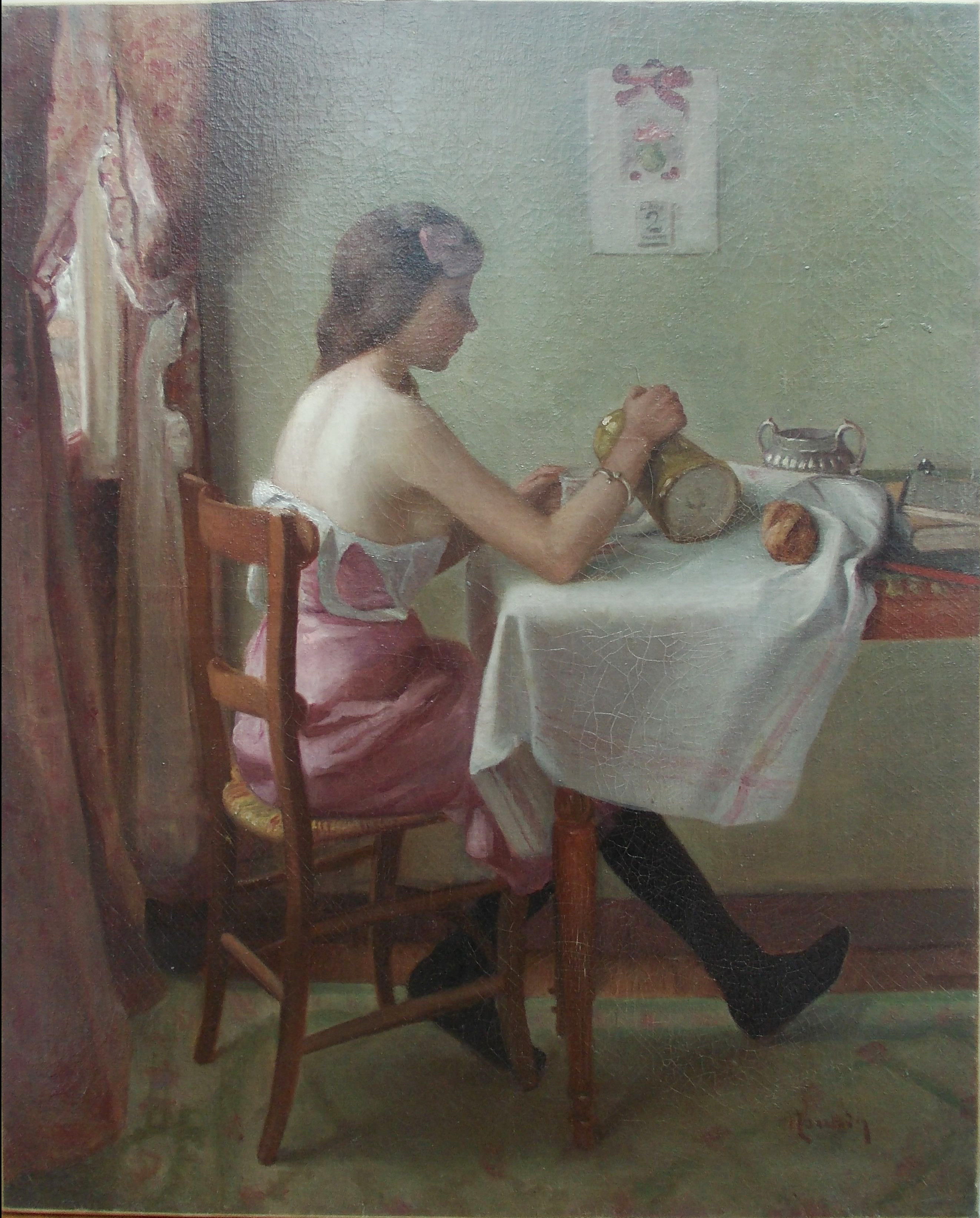
Il pranzo della domestica
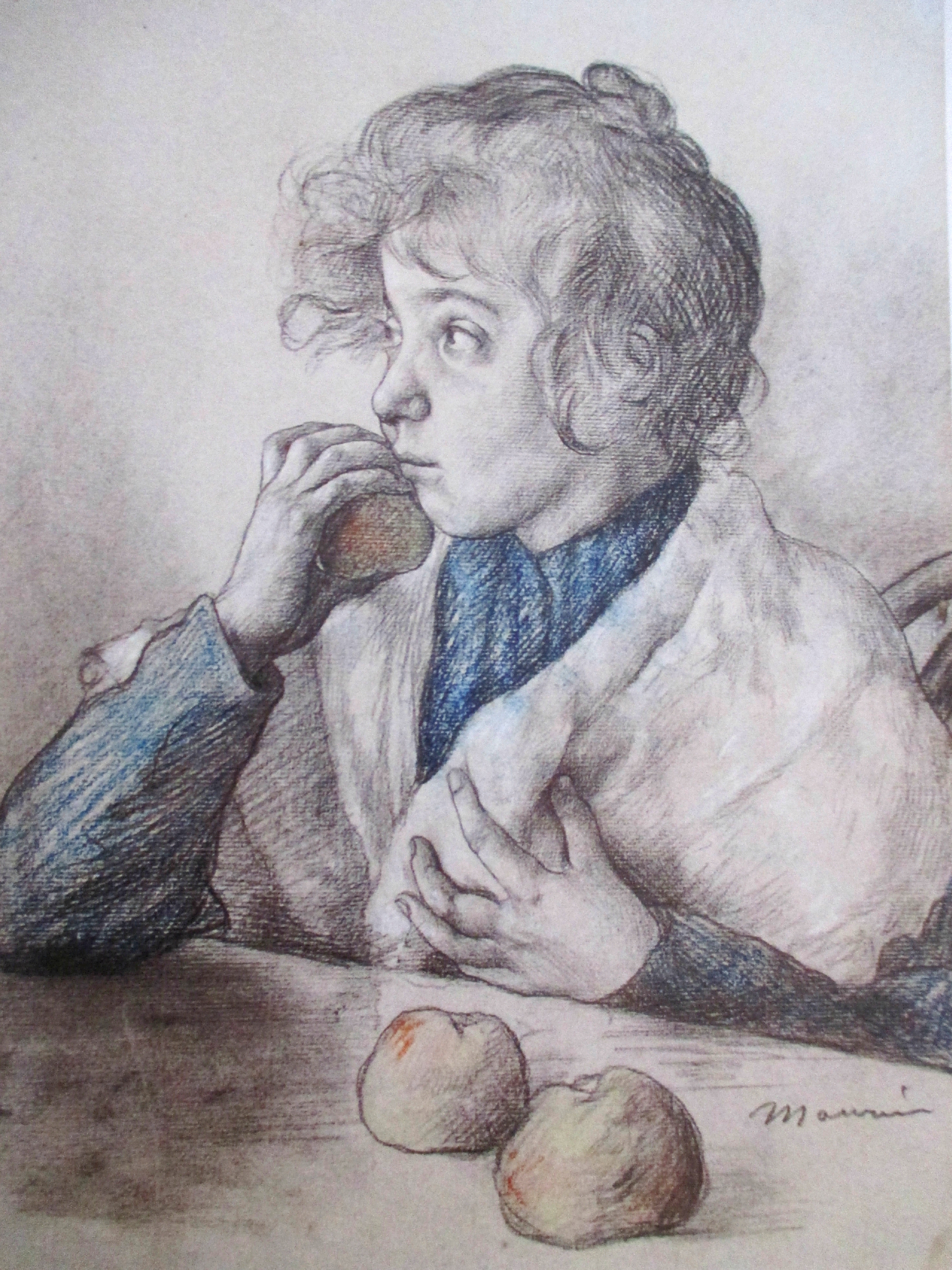
Le mele
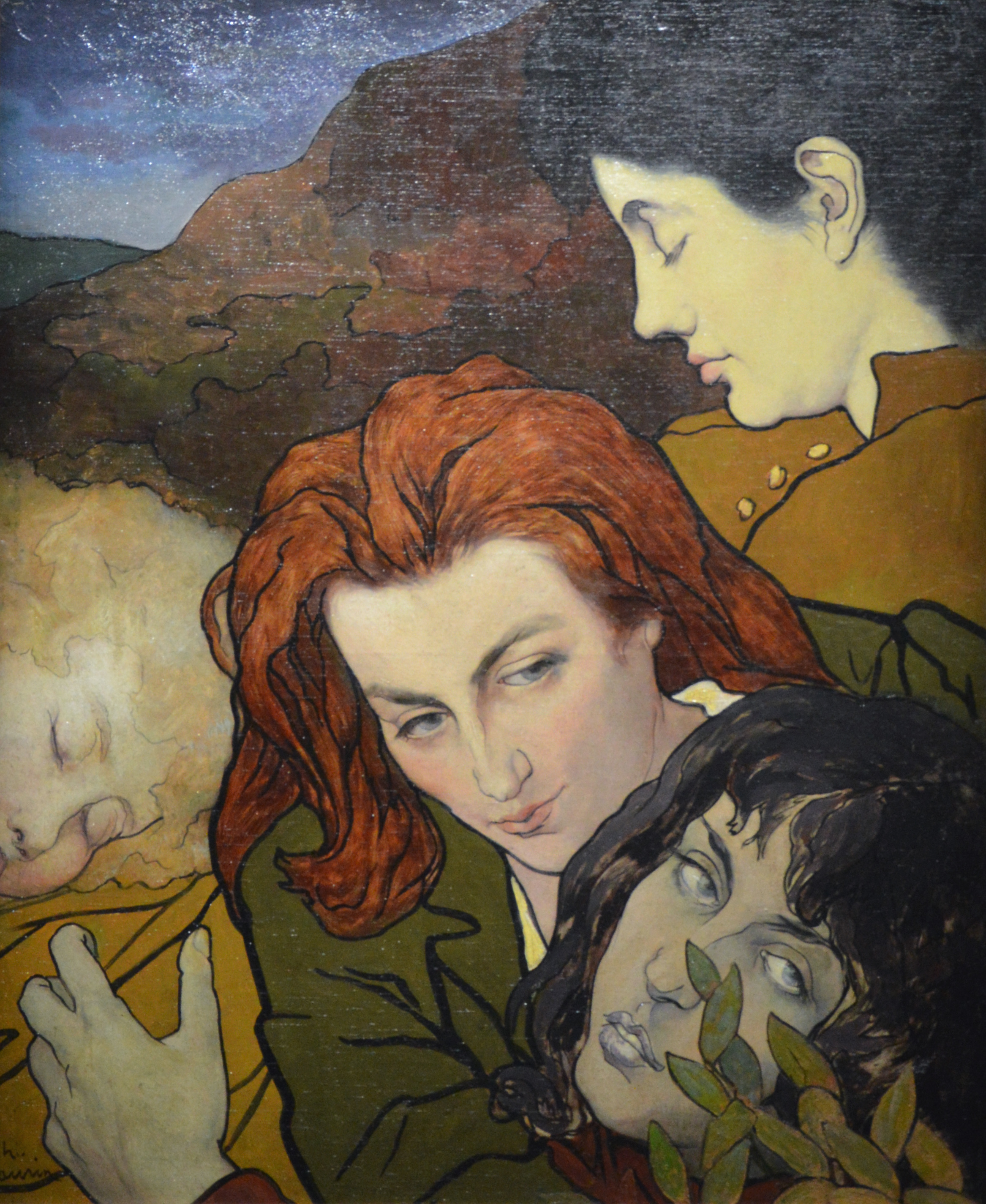
Composizione
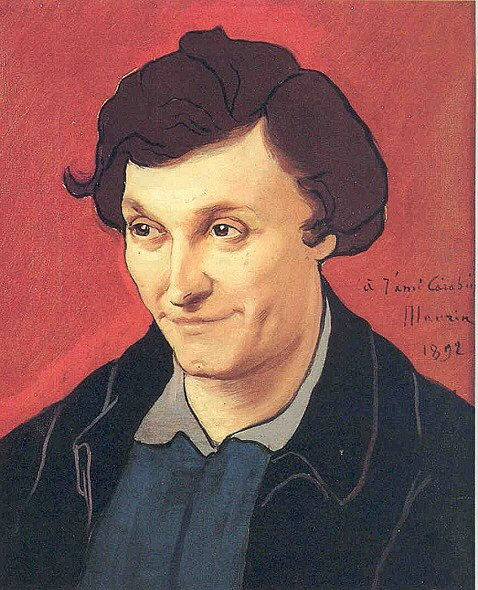
François-Rupert Carabin
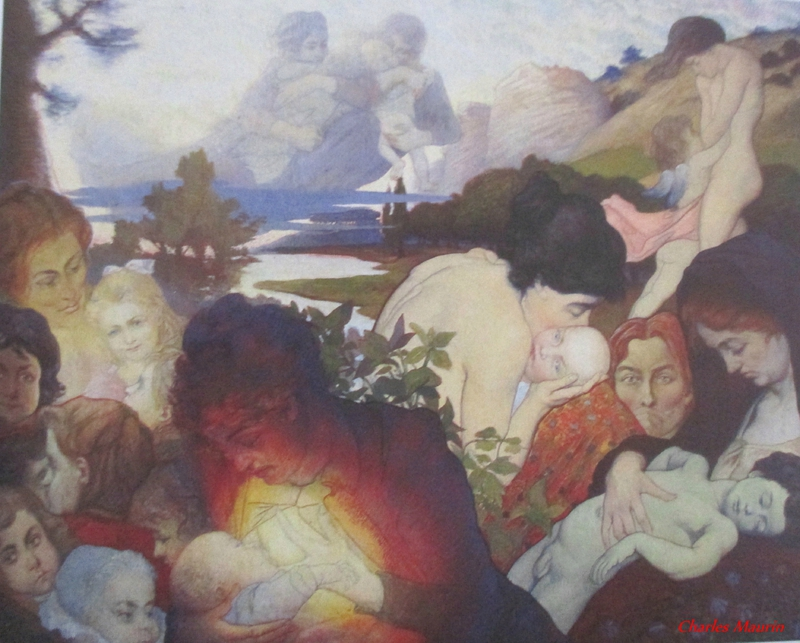
Maternità